# Provinz León
Die Provinz León (leonesisch Provincia de Llión; spanisch Provincia de León) ist eine Provinz im Nordwesten Spaniens. Sie hat 446.445 Einwohnern (Stand: 2024) und gehört zur Autonomen Region Kastilien-León. Hauptstadt und größte Stadt ist León, die zweitgrößte Stadt ist Ponferrada.
Im Norden grenzt die Provinz an Asturien und Kantabrien, im Westen an die Region Galicien, im Süden an Zamora und Valladolid und im Osten an Palencia. Sie hat eine Fläche von 15.572,83 km². In der landschaftlich sehr reizvollen Provinz, zwischen den Gebirgen Nordspaniens und der Hochebene gelegen, gibt es verschiedene Naturparks (Parque nacional de los Picos de Europa, Los Ancares, das Gebiet um den ehemaligen Tagebau Las Médulas und die Höhle Cueva de Valporquero).

## Geschichte
Die Provinz León wurde im Jahr 1833 im Zuge der von Francisco Javier de Burgos initiierten Gebietsreform geschaffen. Sie wurde aus den Regionen León, Salamanca und Zamora zusammengesetzt. Bis 1833 behielt das unabhängig verwaltete Königreich von Leon, welches sich über den nordwestlichen Teil der iberischen Halbinsel erstreckte, den Status eines Königreichs, obwohl es bereits der Krone von Kastilien unterlag. Gegründet wurde das Königreich von Leon im Jahre 910 nach Christus, als die christlichen Herrscher von Asturien ihre Hauptstadt von Oviedeo nach León verlegten. Die Atlantik-Provinzen erklärten sich 1139 für unabhängig. Aus ihnen entstand das Königreich Portugal. 1188 entwickelte das Königreich von Leon ein Parlament, welches von der UNESCO als das erste Parlament Europas bezeichnet wird.

## Sprache
In einigen Gegenden Léons spricht man Leonesisch, eine eigenständige Sprache.

## Verwaltungsgliederung

### Comarcas

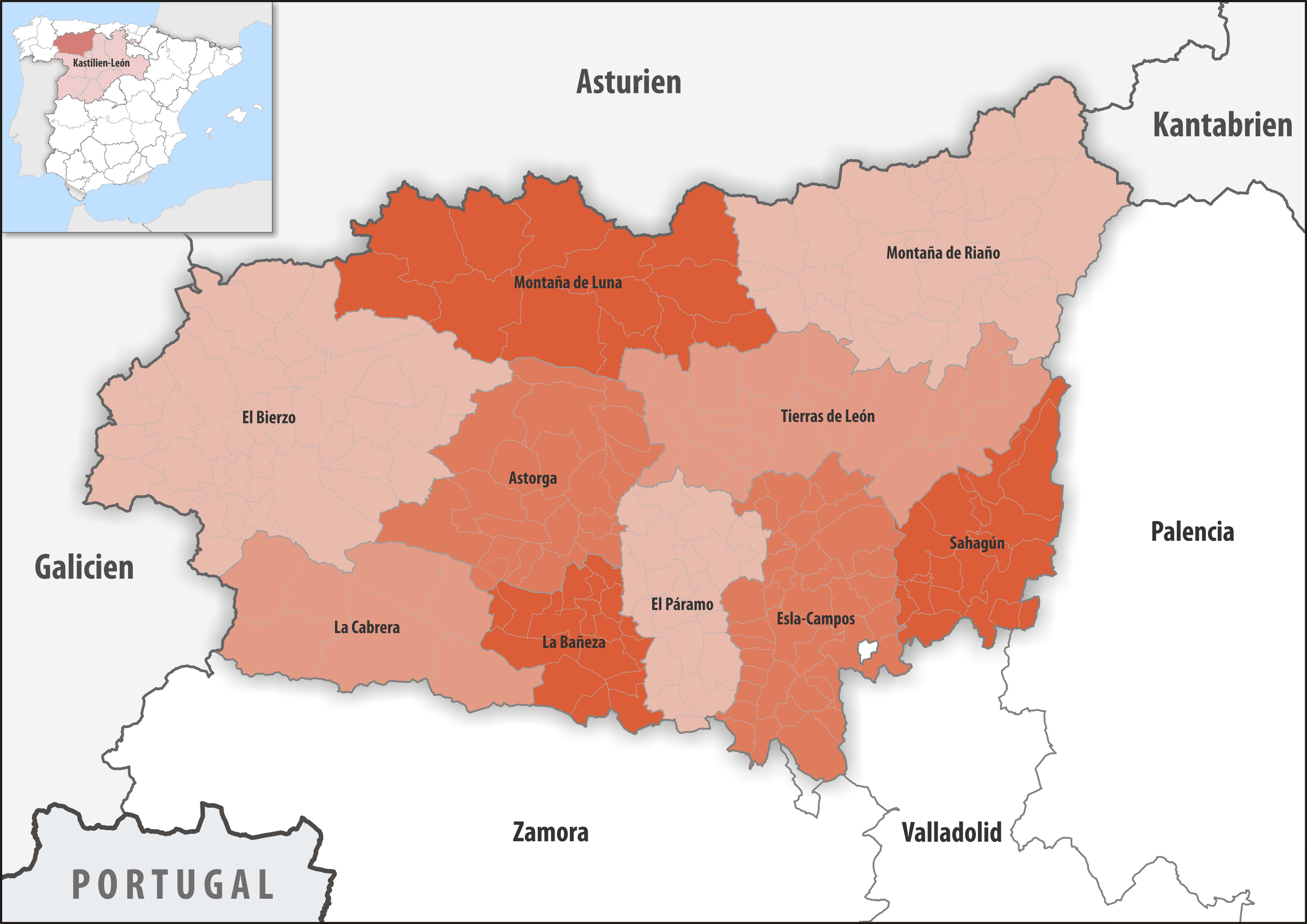
Comarcas in der Provinz León

| Comarca          | Gemeinden | Einwohner (2024) | Fläche km² | Dichte Einw./km² | Hauptort               |
| ---------------- | --------- | ---------------- | ---------- | ---------------- | ---------------------- |
| Astorga          | 21        | 28.196           | 1.397,37   | 20               | Astorga                |
| La Bañeza        | 17        | 19.079           | 653,82     | 29               | La Bañeza              |
| El Bierzo        | 36        | 117.142          | 2.824,26   | 41               | Ponferrada             |
| La Cabrera       | 7         | 3.131            | 1.276,87   | 2                | Castrocontrigo         |
| Esla-Campos      | 38        | 23.345           | 1.392,28   | 17               | Valencia de Don Juan   |
| Montaña de Luna  | 13        | 19.942           | 2.025,19   | 10               | Villablino             |
| Montaña de Riaño | 23        | 14.123           | 2.417,59   | 6                | Cistierna              |
| El Páramo        | 20        | 16.988           | 906,01     | 19               | Santa María del Páramo |
| Sahagún          | 15        | 5.698            | 927,00     | 6                | Sahagún                |
| Tierras de León  | 21        | 198.801          | 1.752,44   | 113              | León                   |
| Provinz León     | 211       | 446.445          | 15.572,83  | 29               | León                   |

### Gerichtsbezirke
| Gerichtsbezirk | Gemeinden | Einwohner (2024) | Fläche km² | Dichte Einw./km² | Hauptquartier |
| -------------- | --------- | ---------------- | ---------- | ---------------- | ------------- |
| Astorga        | 26        | 32.584           | 2.330,01   | 14               | Astorga       |
| La Bañeza      | 33        | 29.471           | 1.442,98   | 20               | La Bañeza     |
| Cistierna      | 16        | 9.033            | 1.679,83   | 5                | Cistierna     |
| León           | 74        | 240.590          | 4.862,22   | 49               | León          |
| Ponferrada     | 37        | 117.584          | 2.997,16   | 39               | Ponferrada    |
| Sahagún        | 20        | 6.987            | 1.267,65   | 6                | Sahagún       |
| Villablino     | 5         | 10.196           | 992,98     | 10               | Villablino    |
| Provinz León   | 211       | 446.445          | 15.572,83  | 29               | León          |

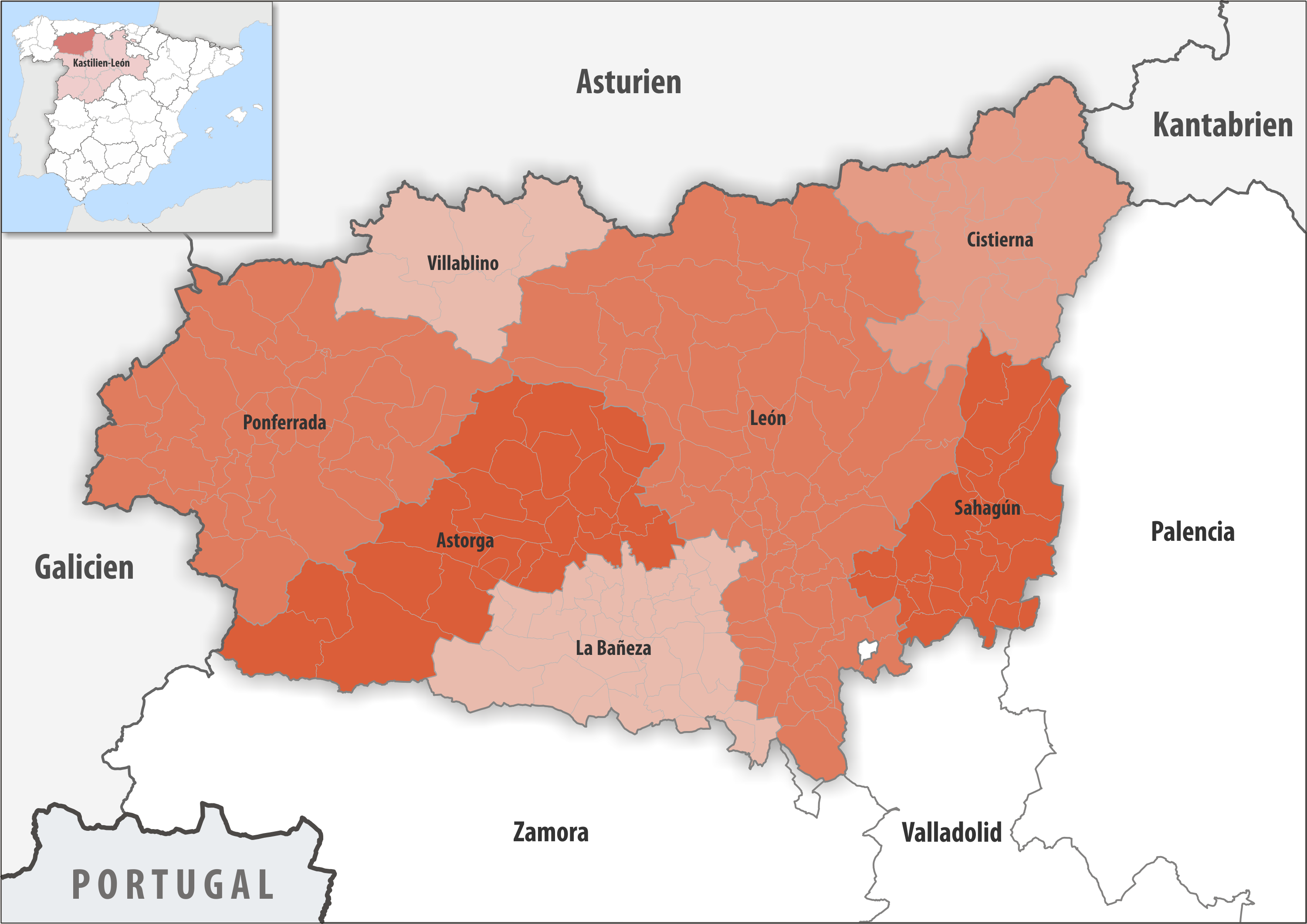
Gerichtsbezirke in der Provinz León

Die Region wurde bei Rückzug der Mauren im 9. Jahrhundert weitgehend entvölkert und nur allmählich wieder besiedelt. Seit den 1960er Jahren haben Mechanisierung und Bedeutungsverlust der Landwirtschaft erneut zu einem Bevölkerungsrückgang geführt. Damit verschwanden viele regionale Traditionen.

## Größte Städte und Gemeinden
(Stand: 2024)
| Gemeinde                | Einwohner |
| ----------------------- | --------- |
| León                    | 122.243   |
| Ponferrada              | 62.994    |
| San Andrés del Rabanedo | 29.884    |
| Villaquilambre          | 18.647    |
| Astorga                 | 10.308    |
| La Bañeza               | 10.023    |

Kleinste Gemeinde ist Escobar de Campos mit 31 Einwohnern.

## Kultur

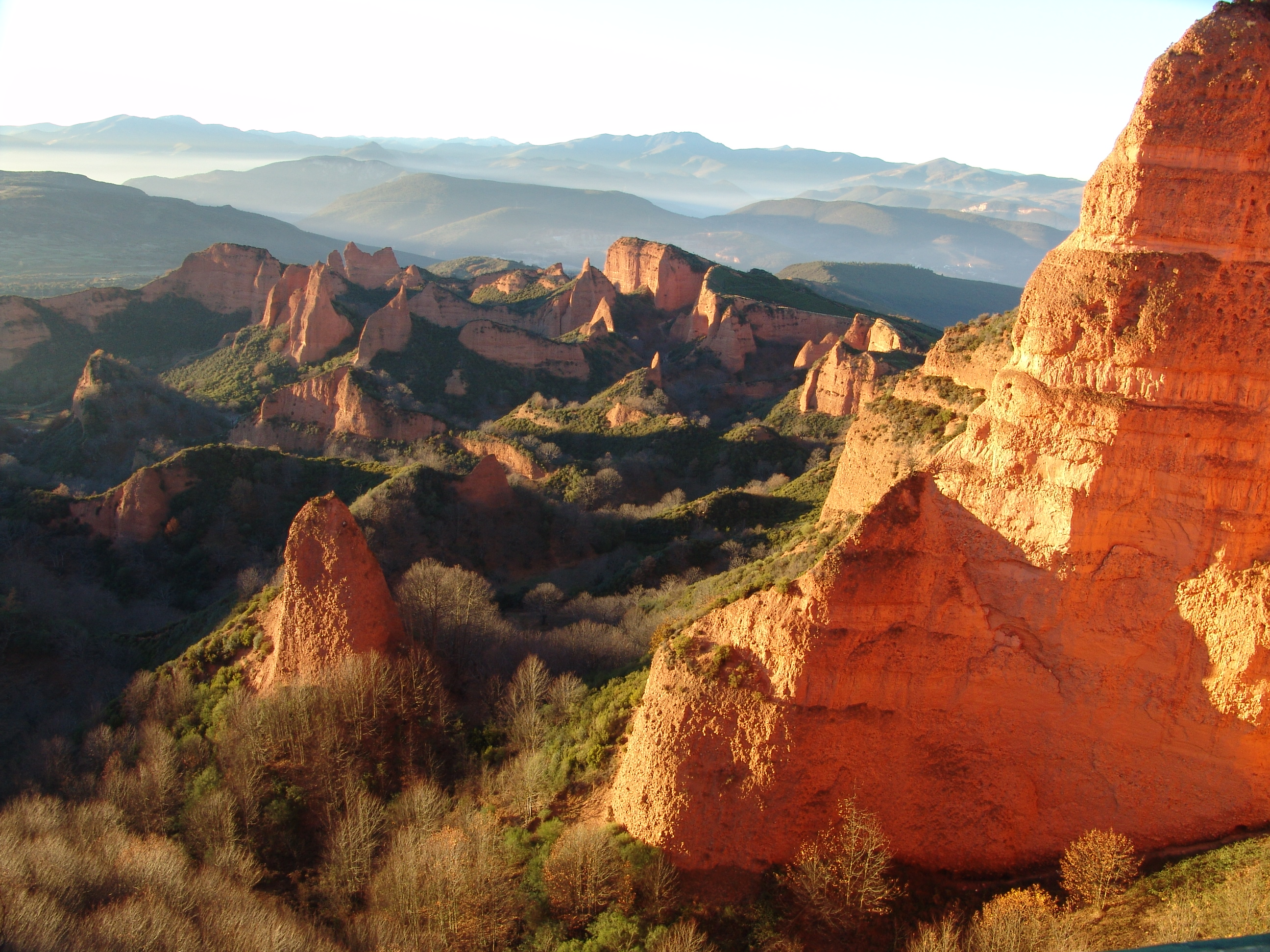
Panorama des Naturparks Las Médulas

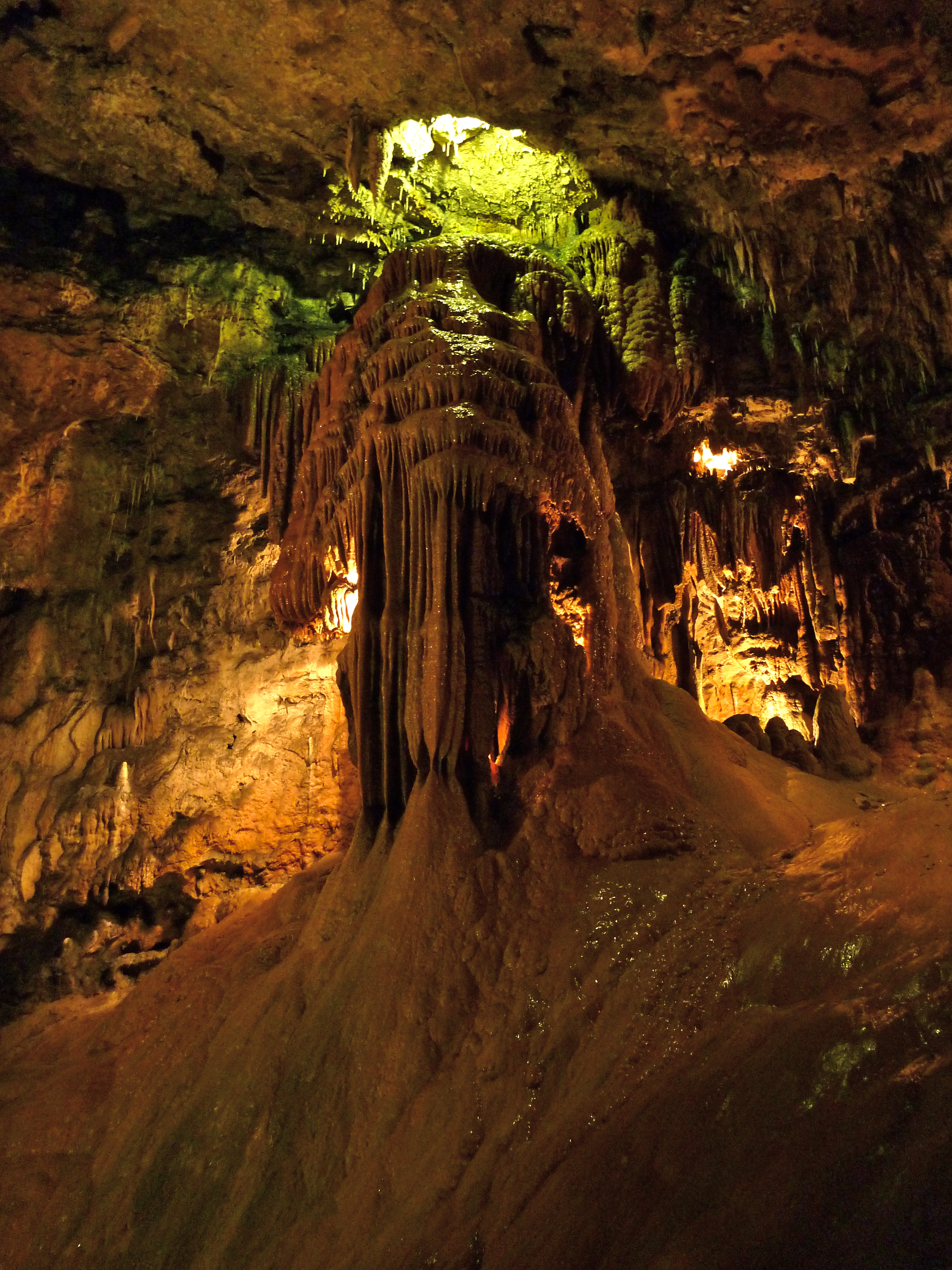
Höhle von Valporquero

Durch die Provinz führt in Nord-Süd-Richtung die Ruta de la Plata (Silberstraße, eine alte Römerstraße) und in Ost-West-Richtung der Jakobsweg (span. Camino de Santiago). Die Kathedrale von León war ein Höhepunkt des Jakobsweges. In kulinarischer Hinsicht sind luftgetrocknete Wurstspezialitäten (Embutidos) und die Weine von Bierzo und Valdevimbre-Los Oteros zu erwähnen.
Über die Provinz Léon hinaus wirkt die regionale politische und kulturelle Bewegung des Leonesismo, die mehr Autonomie in den Grenzen des alten Königreichs Léon fordert, aber auch Folklore, Leonesischkurse und regionale Gastronomie unterstützt.